# Ljepovići
Ljepovići su naseljeno mjesto u općini Vareš, Federacija Bosne i Hercegovine, BiH.

## Stanovništvo

### 1991.
Nacionalni sastav stanovništva 1991. godine, bio je sljedeći:
ukupno: 249
- Hrvati - 116
- Muslimani - 31
- Srbi - 23
- Jugoslaveni - 74
- ostali, neopredijeljeni i nepoznato - 5

### 2013.
Nacionalni sastav stanovništva 2013. godine, bio je sljedeći:
ukupno: 99
- Bošnjaci - 49
- Hrvati - 41
- Srbi - 3
- ostali, neopredijeljeni i nepoznato - 6